# Checco Zalone

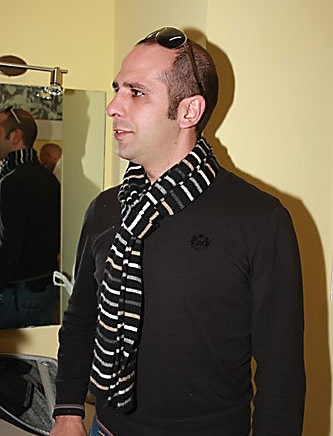
Checco Zalone (2008)

Checco Zalone ist der Künstlername von Luca Pasquale Medici (* 3. Juni 1977 in Capurso), italienischer Schauspieler, Musiker, Liedermacher, Imitator, Comedian und Drehbuchautor.

## Karriere
Zalone wurde 1977 als Luca Pasquale Medici in Capurso geboren und lebt seit 10 Jahren in Bari. Sein Künstlername leitet sich von „Che cozzalone“ ab, was im barischen Dialekt so viel bedeutet wie „Was für ein Proll“. Zalone studierte zunächst Jura an der Universität Bari, wechselte aber später zum Fernsehen. 2004 gab er sein Schauspieldebüt und arbeitete seither als Darsteller und Produzent bei zahlreichen italienischen Fernsehproduktionen mit. Gemeinsam mit Regisseur Gennaro Nunziante drehte er seit 2009 vier große Kinofilme, von denen Der Vollposten (im Original „Quo Vado?“) den bisherigen Gipfel seiner Karriere markiert. Neben seiner Arbeit als Schauspieler und Produzent ist Checco Zalone auch erfolgreicher Musiker, der bereits mehrere Alben und Singleauskopplungen veröffentlicht hat. Berühmt ist er außerdem für seine Imitationen von italienischen Prominenten. Mit seinem Bühnenprogramm geht er regelmäßig auf Tournee.
Erfolgreich war er 2006 auch mit dem Lied Siamo una squadra fortissimi, das Italiens Sieg bei der Fußball-Weltmeisterschaft 2006 feiert. Seit 2009 trat er in vier Kinofilmen mit der Figur des Checco in Erscheinung. Zalone war jeweils auch für das Drehbuch verantwortlich. Die Regie übernahm Gennaro Nunziante.
Im Januar 2016 erzielte sein Film Quo Vado? an einem langen Wochenende mehr als 22 Millionen Euro, etwa so viel wie Star Wars: Das Erwachen der Macht in drei Wochen erwirtschaftet hatte.

## Filmografie
- 2009: Cado dalle nubi
- 2011: Che bella giornata
- 2013: Sole a catinelle
- 2016: Der Vollposten (Quo vado?)
- 2020: Tolo Tolo

## Diskografie

### Alben
| Jahr | Titel                                           | Höchstplatzierung, Gesamtwochen, AuszeichnungChartsChartplatzierungen (Jahr, Titel, Platzierungen, Wochen, Auszeichnungen, Anmerkungen) | Anmerkungen |
| Jahr | Titel                                           | IT | Anmerkungen |
| ---- | ----------------------------------------------- | --- | ----------- |
| 2007 | Se ce l’ò fatta io… ce la puoi farcela anche tu | IT41 (14 Wo.)IT |             |
| 2009 | Cado dalle nubi                                 | IT30 (9 Wo.)IT |             |
| 2013 | Sole a catinelle                                | IT32 (4 Wo.)IT |             |

### Singles
| Jahr | Titel Album                              | Höchstplatzierung, Gesamtwochen, AuszeichnungChartsChartplatzierungen (Jahr, Titel, Album, Platzierungen, Wochen, Auszeichnungen, Anmerkungen) | Anmerkungen |
| Jahr | Titel Album                              | IT | Anmerkungen |
| ---- | ---------------------------------------- | --- | ----------- |
| 2006 | Siamo una squadra fortissimi             | IT1 (21 Wo.)IT |             |
| 2006 | I juventini                              | IT4 (13 Wo.)IT |             |
| 2009 | Angelo (Checco Zalone e I Mitili Ignoti) | IT17 (1 Wo.)IT |             |
| 2011 | L’amore non ha religione                 | IT5 (2 Wo.)IT |             |
| 2012 | La cacada                                | IT3 (2 Wo.)IT |             |
| 2014 | Tapinho                                  | IT11 (1 Wo.)IT |             |